# 千葉スカイセイラーズ
千葉スカイセイラーズ（ちばスカイセイラーズ、英語: Chiba Sky Sailors）は、千葉県を本拠地とする日本のプロ野球チーム。
2023年に独立リーグ・ベイサイドリーグ（BSL）のリーグ戦に参加した。しかし同年限りでリーグを脱退して1年間無所属チームとして活動した後、2025年シーズンからベースボール・チャレンジ・リーグ（ルートインBCリーグ）に準加盟し、2026年以降の本加盟を目指している。

## 概要
千葉県では初の独立リーグ球団である。球団事務所は船橋市に設置している。
2022年10月31日に、当時の日本海オセアンリーグが福井ネクサスエレファンツの活動休止と同時に千葉県への新球団設立を発表。球団名は公募され、リーグの「ベイサイドリーグ」への改名後の2023年1月14日に発表された。
チーム名は「船橋から大舞台に羽ばたいて欲しい」「港のある船橋から船をこぎ出す」という意味合いを込めたと説明されている。
チームカラーはネイビー。
運営に当たる株式会社千葉県民球団は、国税庁の法人番号検索によると、福井県福井市にあった株式会社S.Sマネジメント福井が2022年11月28日に改名の上、12月8日に船橋市に移転したものである。S.Sマネジメント福井は福井ネクサスエレファンツの運営会社だった。
2024年12月2日、ベースボール・チャレンジ・リーグは千葉に対して準加盟を承認したことを発表した。

### 開催球場
報道では球団事務所を置く船橋市のほか、八千代市、習志野市、四街道市などでも実施予定とされていた。2月17日、リーグ開幕戦を四街道総合公園野球場で4月15日に開催することが発表された。
同年3月28日に発表された公式戦日程では、四街道（2試合）のほかに、市原臨海球場（愛称：ゼットエーボールパーク、6試合）、県立柏の葉公園野球場（3試合）、ふれあい坂田池公園野球場（所在地は横芝光町、3試合）、船橋市民球場
（2試合）、大栄野球場（所在地は成田市、通称：ナスパ・スタジアム、2試合）、鴨川市営球場（1試合）、袖ケ浦市営球場（1試合）で試合を開催する予定だった。主催20試合のうち船橋、市原、大栄で合計6試合のナイター（いずれも17時開始）をおこなう以外はデーゲームである。事前の報道にあった八千代市や習志野市では実施予定がない。最終的に2023年は、荒天等による振替の影響で、市原が予定より2試合減（4試合）、坂田池と大栄がそれぞれ1試合減となった一方、四街道が予定より2試合増の5試合で最多となり、船橋も1試合増（3試合）だった。ナイターについても振替により予定より1試合少ない5試合となった。

## 歴史

### 2022年
- 10月31日 - 日本海オセアンリーグ（当時）が千葉県への球団設置を発表[2]。
- 11月30日 - 球団の運営準備室準備室を設置したと発表[14]。
- 12月1日 - 球団名を公募すると発表[3]。
- 12月7日 - 球団代表兼監督に、福井でコーチ（および監督代行）を務めていた早坂圭介が就任することを発表。
- 12月15日 - 運営会社代表の杉山慎と監督の早坂が船橋市長を表敬訪問[1]。
- 12月19日 - 福井および富山GRNサンダーバーズより合計10人の選手が移籍することを発表[15][16]。
- 12月26日 - リーグ名をベイサイドリーグに変更し、2023年は当球団とYKSホワイトキングス（神奈川県）の2チームでリーグ戦を実施することが発表される[17]。

### 2023年
- 1月6日 - 選手兼投手コーチとして元福岡ソフトバンクホークスの秋吉亮[注釈 1]の入団を発表[19]。
- 1月10日 - ヘッドコーチに、元千葉ロッテマリーンズの青野毅が就任することを発表[20]。
- 1月14日 - 記者会見を開き、球団名「千葉スカイセイラーズ」を発表[5]。応募総数は843件だった[5]。
- 3月11日 - YKSとの選抜チームで中日2軍との交流戦（ナゴヤ球場）に参加[21][22]。
- 4月15日 - 予定されていた開幕戦が天候不順のため中止となる[23]。
- 4月16日 - 開幕戦を四街道総合公園野球場で実施（4対3でサヨナラ勝ち）[24]。
- 7月13日 - ゼネラルマネージャーに小野真路が就任することを発表した[25]。
- 8月31日 - 2024年の体制について動画配信つきの記者会見を開く（詳細後述）。
- 9月16日 - リーグ優勝が決定[26]。
- 9月17日 - 監督の早坂が体調不良のため、同日の試合はヘッドコーチの青野が指揮を執った[27]。
- 9月27日 - 当シーズンの公式戦を終了。
- 9月28日 - 2024年はベイサイドリーグに参加せずに独自に活動をおこない、2025年以降のベースボール・チャレンジ・リーグ（ルートインBCリーグ）加盟を目指すことを発表[28]。
- 10月5日 - GM補佐兼コーチに、元新潟アルビレックス・ベースボール・クラブ選手の今井政司が就任したことを発表[29]。
- 10月26日 - NPBドラフト会議で平山功太が読売ジャイアンツより育成枠で指名される[30]。
- 12月28日 - コーチの青野と松永の留任（ただし松永については専任コーチに変更）と、コーチ兼任選手として元福岡ソフトバンクホークス選手の岡本直也の入団をそれぞれ発表した[31][32][33]

### 2024年
- 1月11日 - 監督の早坂の留任を発表[34]。
- 4月20日 - 球団歌を発表（タイトルについては別途公募）[35]。
- 9月13日 - 監督の早坂が今シーズンをもって退任することを発表[36]。
- 10月25日 - 来シーズンの監督としてヘッドコーチの青野が就任することを発表[37]。
- 12月2日 - ベースボール・チャレンジ・リーグ（ルートインBCリーグ）より準加盟承認が発表される[9][10]。

### 2025年
- 1月7日 - GMの小野が球団副社長に就任し[38]、後任のGMには元東北楽天ゴールデンイーグルス選手で、愛媛マンダリンパイレーツや武蔵ヒートベアーズで監督、福島レッドホープスでGM経験のある星野おさむが就任することを発表した[39]。

## BSL脱退の経緯
2023年8月30日に、球団社長の杉山慎とGMの小野真路が動画配信つきの記者会見を開き、2024年度の体制について説明した。この席で小野は、7月14日にリーグ代表の黒田翔一から、リーグの運営会社であるNOLエンターテインメントが今シーズンをもってリーグ運営を取りやめるという通告を受けたと明らかにし、それ以前からリーグ運営について千葉が意見を出せる機会がほとんどなかったこと、通告後も期日を設けて説明を求めたが守られなかったこと、8月23日にリーグの後継会社を伝えられたがその会社との接触は拒否されたことを併せて述べた。その上で、来シーズンの運営体制については9月中旬に発表する方向で調整しているとした。その後の記者の質問に対して小野は、会見を開くことについてリーグ幹部から了承を得たと理解していると説明し、リーグからは来シーズンの加盟は8月31日に期限が切られているが、同日までに面談で納得のいく回答が得られる場合のみ参加し、他の独立リーグへの加入を模索していると回答した。
千葉が公式ウェブサイトやX（旧Twitter）で8月29日にこの会見を予告した際、リーグ公式ウェブサイトでは、予告についてリーグ運営会社側に一切の報告がなく遺憾であることと、リーグは来年も継続予定で「現在運営球団と調整中」につき決まり次第発表すると明らかにしたが、千葉の会見後にウェブサイトやXで追加の言及はなかった。リーグ代表の黒田は雑誌（9月19日発売）のインタビューを受け、千葉球団関係者が会見で述べた撤退を「事実」と認め、日本海オセアンリーグ設立の頃より闘病生活を送っていたことを明かし、「リーグの運営を推進しきれず、このまま事業を継続するのは困難だと判断せざるを得ませんでした」とその理由を説明した。千葉の発表後もリーグが沈黙を守ったことについては「まだリーグ戦が残る状態で、話すべきではない」とし、千葉が会見で訴えた「リーグ売却先との交渉拒否」は「リーグと、所属球団の立場は別」「これからの絵を描こうとする段階で、現所属球団との引き合わせをするのは、適策ではないと考えました」という見解を示した。
9月28日、2024年のベイサイドリーグ参加を見送ってチームとしての活動を継続しながら、2025年以降のベースボール・チャレンジ・リーグ（ルートインBCリーグ）加盟を目指すことを正式に発表した。報道によると、2024年はNPBファームや他の独立リーグとのオープン戦等を実施するとしている。
ベイサイドリーグ側は10月1日、同日付けでリーグの運営を東京都新宿区に本社を置く株式会社PSUに譲渡したと発表した。以後、活動に関する発表はなく、事実上運営を休止している。

## 2024年の活動
前記の通り、他の独立リーグ球団やNPBファームとのオープン戦を実施したが、その中で、BCリーグに準加盟している山梨ファイアーウィンズとの間では13試合以上の「定期対抗戦」を実施し、球団独自に成績をつけるとした。定期対抗戦は4月20日に始まり、8月24日で終了した。

## 成績
| 年度 | 監督     | 順位 | 試合 | 勝利 | 敗戦 | 引分 | 勝点 | 勝率 |
| ---- | -------- | ---- | ---- | ---- | ---- | ---- | ---- | ---- |
| 2023 | 早坂圭介 | 1    | 40   | 22   | 17   | 1    | 45   | .564 |

## 所属する選手・スタッフ
指導者及び選手は
- ゼネラルマネージャー - 星野おさむ
- GM補佐兼任コーチ - 今井政司

- テクニカルディレクター - 北川雄介[48]

## 応援スタイル
私設応援団「房総船空会」が存在する。